# تيموثي أوزبورن
تيموثي جون أوزبورن، عالم مناخ وأستاذ علوم المناخ في جامعة إيست أنجليا. في يناير 2017، حلّ محل فيل جونز مديراً للبحوث في وحدة البحوث المناخية.
تخرج أوزبورن بدرجة بكالوريوس في العلوم الجيوفيزيائية من جامعة إيست أنجليا عام 1990، ودكتوراه من كلية العلوم البيئية عام 1995. حصل على جائزة هيو روبرت ميل التي تقدمها الجمعية الملكية للأرصاد الجوية عام 2002،  وهو المؤلف الرئيسي لتقرير التقييم الخامس للهيئة الحكومية الدولية المعنية بتغير المناخ.